# Laliostominae
Laliostominae vormen een onderfamilie van kikkers uit de familie gouden kikkers (Mantellidae). De groep werd voor het eerst wetenschappelijk beschreven door Miguel Vences en Frank Glaw in 2001. Later werd de wetenschappelijke naam Laliostomini gebruikt.
Er zijn zeven soorten in twee geslachten die endemisch zijn op Madagaskar.

## Taxonomie
Onderfamilie Laliostominae
- Geslacht Aglyptodactylus
- Geslacht Laliostoma

Boophinae · 
Laliostominae · 
Mantellinae